# Geleitzug QP 3
Der Geleitzug QP 3 war ein alliierter Nordmeergeleitzug, der im November 1941 im sowjetischen Archangelsk zusammengestellt wurde und weitestgehend ohne Ladung ins isländische Seyðisfjörður fuhr. Die Alliierten erlitten keine Verluste.

## Zusammensetzung und Sicherung

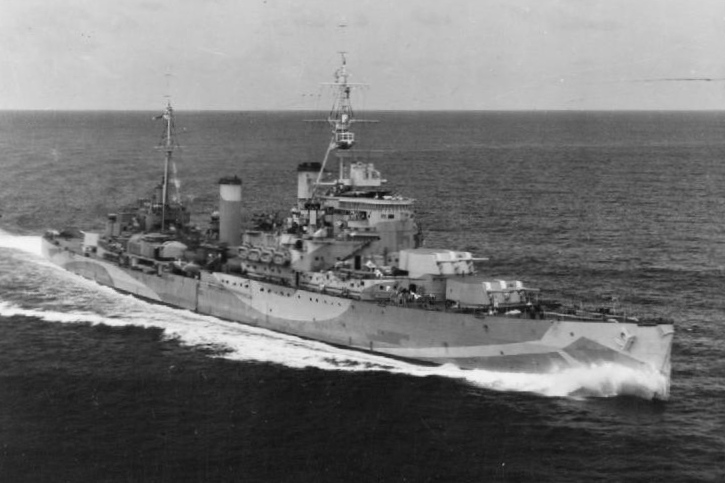
Kreuzer HMS Kenya

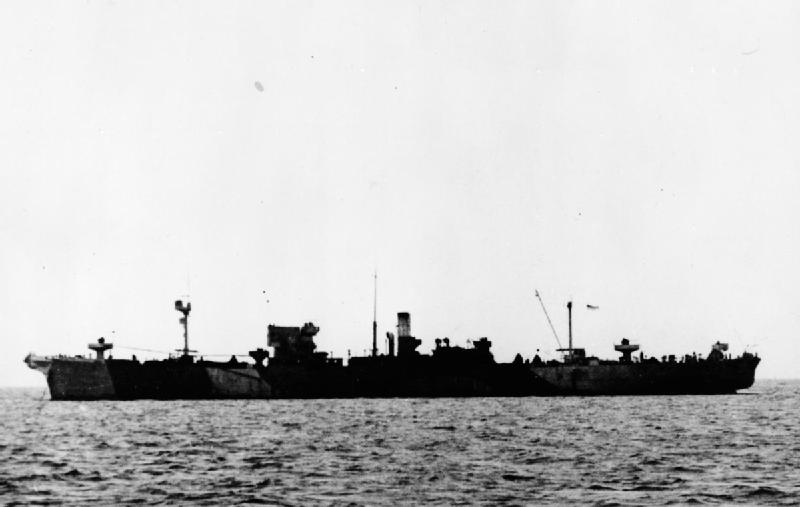
Frachter Empire Baffin

Der Geleitzug QP 3 setzte sich aus zehn Frachtschiffen zusammen. Am 27. November 1941 verließen sie Archangelsk (Lage) in Richtung Seyðisfjörður (Lage). Kommodore des Konvois war der Kapitän der Orient City. Die Sicherung übernahmen der Kreuzer Kenya, die Zerstörer Bedouin und Intrepid sowie die Minensucher Gossamer und Hussar.
| Name          | Typ      | Flagge                 | Vermessung in BRT | Verbleib                            |
| ------------- | -------- | ---------------------- | ----------------- | ----------------------------------- |
| Andre Marti   | Frachter | Vereinigtes Königreich | 2352              |                                     |
| Arkos         | Frachter | Sowjetunion            | 2343              | musste wegen Wetterschäden umkehren |
| Empire Baffin | Frachter | Vereinigtes Königreich | 6978              |                                     |
| Harpalion     | Frachter | Vereinigtes Königreich | 6978              |                                     |
| Hartlebury    | Frachter | Vereinigtes Königreich | 5082              |                                     |
| Kusbass       | Frachter | Sowjetunion            | 3109              | musste wegen Wetterschäden umkehren |
| Orient City   | Frachter | Vereinigtes Königreich | 5095              |                                     |
| Queen City    | Frachter | Vereinigtes Königreich | 4814              |                                     |
| Revoluzioner  | Frachter | Sowjetunion            | 2900              |                                     |
| Temple Arch   | Frachter | Vereinigtes Königreich | 5138              |                                     |

## Verlauf
Zunächst fuhren vier britische Frachter mit den britischen Minensuchern HMS Seagull und HMS Speady von Archangelsk zur Kola-Bucht, wo sie sich mit sechs weiteren Frachtern vereinten. Von dort ging es weiter in Richtung Island. Die Deutschen sichteten den Geleitzug nicht. Die Arcos und die Kuzbass mussten aufgrund von Wetterschäden umkehren. Am 12. Dezember 1941 erreichte der Geleitzug den Seyðisfjörður.